# Aleste
Aleste (japanisch アレスタ) ist eine Reihe von Shoot-’em-up-Spielen des Spieleherstellers Compile. Der erste Teil erschien 1988 für MSX2-Heimcomputer. In Europa und den USA wurden die Spiele für das Sega Master System unter dem Namen Power Strike veröffentlicht. Das Spielprinzip der Serie baut auf dem Spiel Zanac auf, das ebenfalls von Compile entwickelt wurde. GG Aleste 3 wurde von M2 produziert. Das Studio kündigte zudem einen weiteren Serienteil Aleste Branch an. 

## Allgemeines
Aleste ist ein vertikal scrollendes Shoot-’em-up-Spiel. Der Spieler übernimmt die Steuerung von einem Flugzeug oder einem fliegenden Mech. Das Spiel ist in mehrere Level unterteilt, an deren Ende jeweils ein Endgegner besiegt werden muss.
Das Spielprinzip ist in allen Teilen der Reihe weitgehend gleich geblieben. Kleinere Unterschiede finden sich beispielsweise bei den verfügbaren Spezialwaffen. 
2020 veröffentlichte das japanische Studio M2 die Aleste Collection für Nintendo Switch und PlayStation 4. Diese beinhaltet das Original-Aleste von 1988, den Nachfolger Power Strike II, GG Aleste, GG Aleste II sowie das brandneue GG Aleste 3. Letzteres wurde von einem Veteranen-Team um den bekannten Komponisten Manabu Namiki entwickelt. GG Aleste 3 wurde für den Game Gear entwickelt, ist aber aktuell nur im Rahmen der Aleste Collection auf Switch und PS4 spielbar. In limitierter Auflage wurde jedoch auch ein Game Gear Micro in den Handel gebracht, auf dem GG Aleste 3 vorinstalliert ist. 

## Chronologie
Wenn mehrere Namen angegeben sind, entspricht der Erste dem Namen, unter dem das Spiel in Europa veröffentlicht wurde.
- 1988: Power Strike / Aleste (MSX2,[1] Sega Master System, J2ME)
- 1989: Aleste2 (MSX2)[2]
- 1989: Aleste Gaiden (MSX2)
- 1990: Musha Aleste – Full Metal Fighter Ellinor / M.U.S.H.A. (Sega Mega Drive)
- 1991: GG Aleste (Game Gear)
- 1992: Super Aleste / Space Megaforce (SNES)
- 1992: Robo Aleste / Dennin Aleste (Sega Mega-CD)
- 1993: Power Strike II / GG Aleste II (Game Gear)
- 1993: Power Strike II (Master System)
- 2020: GG Aleste 3 (Game Gear, Switch, PlayStation 4)
- TBA: Aleste Branch

Ein weiteres Spiel, das oft in Zusammenhang mit der Aleste-Reihe genannt wird, ist Blazing Lazers / Gunhed (PC-Engine). Obwohl es kein offizieller Teil der Serie ist, gilt es als Vorgänger von Super Aleste.